# Igreja Metodista John Street
A Igreja Metodista John Street (também conhecida como John Street United Methodist Church e Old John Street Methodist Episcopal Church) está localizada no número localizada na 44 da John Street entre as ruas Nassau e William Streets no Distrito Financeiro de Manhattan, em Nova York. Ela foi construída em 1841 no estilo georgiano, tendo seu design atribuído a William Hurry e Philip Embury. É considerada como a mais antiga congregação metodista na América do Norte, fundada em 12 de outubro de 1766 como a Sociedade Wesleyana na América.
A Sociedade construiu sua primeira igreja, a Capela Wesley, em um celeiro neste local em 1768. A madeira da Capela foi mais tarde usada na construção da Igreja Metodista da Vila Bowery e da Igreja Metodista Unida Park Avenue. A segunda igreja neste local foi construída em 1817-18, e a extravagância do edifício provocou uma secessão da congregação pelo Reverendo William Stillwell. A terceira igreja, a atual, foi necessária pelo alargamento da John Street.
A igreja foi designada como um marco da cidade de Nova York em 1964 e adicionada ao Registro Nacional de Lugares Históricos em 1973. A cantora lírica Fanny Crosby foi membro da congregação da igreja por muitos anos.

## Museu
Abaixo do santuário, está o Wesley Chapel Museum, que exibe muitos artefatos da história metodista norte-americana dos séculos XVIII e XIX. Estes incluem livros de recordes da igreja, o Wesley Clock (um presente de John Wesley, 1769), copos para festas de amor, bancos circulares, o altar original de 1785, o púlpito original de 1767 feito por Philip Embury e a Bíblia assinada por Embury.